# Bembidion nigripes
Bembidion nigripes är en skalbaggsart som beskrevs av Kirby. Bembidion nigripes ingår i släktet Bembidion och familjen jordlöpare. Inga underarter finns listade i Catalogue of Life.